# Matkahuolto
Oy Matkahuolto Ab est une entreprise de transport par bus basée à Helsinki en Finlande. 

## Présentation
Fondée le 28 janvier 1933, elle est actuellement la plus importante entreprise privée de transport de passagers par voie routière. Elle possède un important parc d'autobus. La compagnie effectue à la fois des liaisons régulières entre les différentes villes du pays et affrète des cars à la demande. L'entreprise dispose également d'une branche fret.
Matkahuolto a son siège social dans la capitale Helsinki, dans le quartier de Lauttasaari. En 2018, elle emploie 610 personnes pour un chiffre d'affaires de 91 millions d'euros.

## Réseau de service
Le réseau de service Matkahuolto comprend 30 sites propres et 2 000 points de service supplémentaires. Environ 400 employés fournissent les services de Matkahuolto. 
En complément Matkahuolto à des points de dépose et retrait de colis dans des magasins K-Market, R-kioski, Sale et Tokmanni et de nombreuses autres entreprise à travers la Finlande. 
Les cartes de transport du Matkahuolto sont aussi vendues dans les boutiques R-kioski.